# Roberto Fabbricini
Roberto Fabbricini (Roma, 14 de julho de 1945) é um dirigente desportivo italiano.
Em 1972, ingressou no Comitê Olímpico Nacional Italiano (CONI, da sigla em italiano) e em 1973 para o Comitê de Preparação Olímpica. è dirigente do CONI desde 1984 e dirigente sênior desde 1994. Durante sua carreira como dirigente, participou de 15 edições dos Jogos Olímpicos (8 de de verão e 7 de inverno) e 9 edições dos Jogos do Mediterrâneo, além de ter sido chefe da delegação em cinco Olimpíadas. Entre os vários cargos desempenhados, foi secretário da Federação Italiana de Hóquei em 1978, vice-secretário da Federação Italiana de Atletismo (FIDAL, da sigla em italiano) de 1990 a 1992, vice-comissário da Federação Italiana de Natação de 1999 a 2000 e secretário-geral interino da FIDAL em 2001. De 2009 a 2012, foi diretor executivo da Federação Italiana de Beisebol e Softbol (FIBS, da sigla em italiano); a nível internacional, foi membro da comissão técnica dos Jogos do Mediterrâneo e da comissão dos "Jogos Olímpicos" do Comitê Olímpico Europeu. Em 2014, foi nomeado como regente do comitê regional do CONI Marche.
Em 1 de fevereiro de 2018, o CONI, presidido por Giovanni Malagò, nomeou Fabbricini como o novo comissário extraordinário da Federação Italiana de Futebol (FIGC, da sigla em italiano). Permaneceu no cargo até 22 de outubro do mesmo ano, quando foi sucedido pelo novo presidente eleito, Gabriele Gravina.